# Joey Alders
Joey Alders, né le 6 août 1999 à Anna Paulowna, est un pilote automobile néerlandais.

## Résultats en compétition automobile
| Saison    | Championnat                          | Écurie                | Courses | Victoires | Pole positions | Meilleurs tours | Podiums | Points | Classement |
| --------- | ------------------------------------ | --------------------- | ------- | --------- | -------------- | --------------- | ------- | ------ | ---------- |
| 2018      | Championnat d'Allemagne de Formule 4 | Van Amersfoort Racing | 20      | 0         | 0              | 0               | 0       | 44     | 11e        |
| 2019      | Asiacup Formula Renault              | BlackArts Racing Team | 12      | 8         | 11             | 8               | 10      | 314    | Champion   |
| 2019-2020 | Championnat d'Asie de Formule 3      | BlackArts Racing Team | 15      | 5         | 0              | 3               | 11      | 266    | Champion   |
| 2020      | Eurocup Formula Renault              | MP Motorsport         | 4       | 0         | 0              | 1               | 0       | 1      | 19e        |
| 2021      | European Le Mans Series              | Euro International    | 3       | 0         | 0              | 0               | 1       | 19,5   | 17e        |